# 6-й танковый корпус (СССР)
6-й танковый корпус — войсковое соединение Вооруженных Сил СССР в годы Великой Отечественной войны. Период боевых действий: с 16 апреля 1942 года по 19 сентября 1943 года.

## История формирования
6-й танковый корпус формировался в апреле 1942 года в составе 22-й, 100-й, 200-й танковых и 6-й мотострелковой бригад, позднее в него вошла 112-я танковая бригада.

Приказ о начале формирования 6-го танкового корпуса был подписан 22 апреля 1942 г., а четыре дня спустя я прибыл в небольшой подмосковный городок, где расположилось управление нового соединения. Собственно управления в полном смысле этого слова пока не было, оно еще только комплектовалось за счет резерва Западного фронта. Но уже были на месте комиссар корпуса Петр Григорьевич Гришин, начальник штаба Николай Сосипатрович Комаров и несколько их помощников. — [militera.lib.ru/h/getman_al/02.html/ Гетман А. Л. Танки идут на Берлин]
Входил в состав войск Западного фронта, С 20 февраля 1943 года корпус в составе 1-й танковой армии. Участвовал в Ржевско-Сычёвской наступательной операции.
Приказом НКО № 306 от 23 октября 1943 года 6-й танковый корпус «за образцовое выполнение боевых задач, за героизм и отвагу, стойкость и мужество личного состава в боях с немецко-фашистскими захватчиками» преобразован в 11-й гвардейский танковый корпус.

## Боевой состав
На 23 октября 1943 года:
- Управление корпуса [штат 010/369]
- 22-я танковая бригада, из резерва фронта
- 100-я танковая бригада, из резерва ВГК
- 200-я танковая бригада, из резерва ВГК
- 6-я мотострелковая бригада, формируемая распоряжением начальника управления формирования и укомплектования войск КА
- 6-й гвардейский истребительно-противотанковый артиллерийский полк
- 351-й отдельный батальон связи
- 85-й отдельный сапёрный батальон
- 72-я отдельная рота химзащиты
- 6-я отдельная автотранспортная рота подвоза ГСМ
- 75-я полевая танкремонтная база
- 177-я полевая авторемонтная база
- авиазвено связи, с 25 мая 1943 года
- 21-й полевой автохлебозавод
- 912-я военно-почтовая станция, до 19 июня 1942 года
- 2126-я полевая касса Госбанка, с 19 июня 1942 года

По состоянию на 6 июля 1943 года в 6-м танковом корпусе было 164 танка, в том числе: 132 Т-34, 22 Т-70, 10 Т-60.

## Командный состав

### Командир корпуса
- полковник, с конца мая 1942 года генерал-майор танковых войск, с августа 1943 генерал-лейтенант танковых войск Андрей Лаврентьевич Гетман — с 10 апреля 1942 года по 23 октября 1943 года).

### Комиссар корпуса
- бригадный комиссар / зам. к-ра по п/ч Петр Григорьевич Гришин, полковник Серенко Михаил Федорович (4.1943);

### Начальник штаба корпуса
- полковник Комаров, Николай Сосипатрович(17.04.1942 - 17.12.1942)
- полковник,  с 13.09.1944 - генерал-майор танковых войск Задорожный, Пётр Петрович (17.12.1942 - 26.04.1943]][6]
- подполковник Ситников Иван Петрович (4.1943)

## Подчинение[7]
| Дата            | Фронт (округ)         | Армия              |
| --------------- | --------------------- | ------------------ |
| 01.05.1942 года | Западный фронт        |                    |
| 01.09.1942 года | Западный фронт        | 20-я армия         |
| 01.10.1942 года | Западный фронт        |                    |
| 01.03.1943 года | Северо-Западный фронт | 1-я танковая армия |
| 01.04.1943 года | Резерв Ставки ВГК     | 1-я танковая армия |
| 01.05.1943 года | Воронежский фронт     | 1-я танковая армия |
| 01.10.1943 года | Резерв Ставки ВГК     | 1-я танковая армия |

## Тактические обозначения
Танки 11-го гвардейского танкового корпуса имели в качестве отличительного знака от одной до трёх коротких белых полос-«шевронов» прямоугольной формы и ромб, в верхнем углу которого указывался цифровой номер бригады, а в нижнем — тактический номер машины. При этом одна прямоугольная полоса обозначала 40-ю, две – 44-ю, а три – 45-ю гвардейские танковые бригады.

## Награды и почётные наименования
- Приказом НКО № 306 от 23.10.1943 преобразован в 11-й гвардейский танковый корпус «за образцовое выполнение боевых задач, за героизм и отвагу, стойкость и мужество личного состава в боях с немецко-фашистскими захватчиками».

## Документальные фильмы
- Семья гвардейская.